# Ambros Wernisch
Ambros Wernisch (* laut Taufeintrag am 17. Juni 1862 (laut Eigenangabe am 13. Juni) in Kötschach (heute Gemeinde Kötschach-Mauthen); † 9. Juni 1923 in Raknitz (heute Raggnitz), Gemeinde Steinfeld, Bezirk Spittal) war Gutsbesitzer und Abgeordneter zum Österreichischen Abgeordnetenhaus.

## Leben
Ambros Wernisch war Sohn des gleichnamigen Gutsverwalters und späteren Gutsbesitzers Ambros Wernisch († 1887). Nach dem Besuch einer Volksschule und einer Ackerbauschule war er ab 1887 Gutsbesitzer des Raknitzhofes (heute Raggnitzhof) in Raknitz.
Ambros Wernisch war von 1897 bis 1902 im Kärntner Landtag (8. Wahlperiode) als Vertreter der Landgemeinden (Regionen Spittal, Millstatt, Gmünd, Greifenburg, Obervellach, Winklern). Er war auch Mitglied des Zentralausschusses der Kärntner Landwirtschaftsgesellschaft.
Er war römisch-katholisch und ab 1887 verheiratet mit Maria Unterberger, mit der er eine Tochter und einen Sohn hatte.

## Politische Funktionen
Ambros Wernisch war vom 27. März 1897 bis zum 30. Januar 1907 Abgeordneter des Abgeordnetenhauses im Reichsrat (IX. und X. Legislaturperiode), Kronland Kärnten, Kurie Landgemeinden 4, Regionen Spittal, Gmünd, Millstatt, Greifenburg, Obervellach, Winklern, Hermagor, Kötschach.

## Klubmitgliedschaften
Ambros Wernisch gehörte dem Verband der Deutschen Volkspartei an.